# Хайло, Василий Александрович
Васи́лий Алекса́ндрович Хайло́ (18 января 1924 года — 17 января 1953 года) — советский офицер-артиллерист. В годы Великой Отечественной войны — красноармеец, наводчик орудия 321-го артиллерийского полка 91-й стрелковой дивизии 51-й армии Южного фронта. Герой Советского Союза (1943), старший лейтенант.

## Биография
Родился 18 января 1924 года в селе Большая Кирсановка ныне Матвеево-Курганского района Ростовской области в крестьянской семье Александра Максимовича и Степаниды Родионовны Хайло. Русский.
Семья была большая — 8 детей. Василий был четвёртым ребёнком. После окончания семилетней школы окончил ремесленное училище. Работал в родном колхозе трактористом-сцепщиком.
В Красной армии призван 25 февраля 1942 года Матвеево-Курганским РВК Ростовской области и с февраля этого же года на фронте.
В мае 1942 года в составе 14-го миномётного полка принимал участие в боевых действиях на Изюм-Барвенковском направлении.
В первом же бою расчёт, в котором Хайло В. А. был наводчиком, подбил вражеский танк.
В районе города Изюм был ранен.
После госпиталя с маршевой ротой прибыл в 91-ю стрелковую дивизию Южного фронта (с 20.10.1943 года — 4-й Украинский фронт), в 321-й артиллерийский полк (командир полка — подполковник Песковский Владимир Николаевич) в 4-ю батарею 76-мм противотанковых орудий (командир батареи — лейтенант Глухов).
91-я стрелковая дивизия в это время была в обороне на реке Северский Донец, западнее города Ворошиловград (ныне город Луганск).
1 января 1943 года 51-я армия перешла в наступление за освобождение Донбасса.
В бою за деревню Екатериновка на реке Волчья расчёт, в котором находился Хайло В. А., подбил танк и подавил две пулемётные точки противника.
К осени 1943 года фашисты укрепились на правом берегу реки Молочная. Насколько важен им был этот рубеж говорит то, что гитлеровское командование всему личному составу, принимавшему участие в обороне на реке Молочная, выплачивало тройной оклад денежного содержания, а в Берлине чеканили медаль «За оборону Мелитопольских позиций».
Для прорыва вражеской обороны и освобождения города Мелитополь была проведена Мелитопольская наступательная операция (26.09-05.11.1943). Утром 26 сентября 1943 года начался штурм гитлеровской оборонительной линии «Ватан». 13 октября 1943 года 51-я армия освободила южную часть Мелитополя.
Бой 20 октября 1943 года за город Мелитополь, описанный со слов Хайло В. А. его женой Хайло (Запорожцевой) Верой Семёновной:
«На нашу батарею по проспекту города двигались немецкие танки. Враг нас не видел, так как пушки стояли среди деревьев в сквере. После первого нашего выстрела немцы нас засекли и открыли ответный шквальный огонь. Когда дым рассеялся, то оказалось, что в живых из всей батареи остались только красноармеец Хайло В. А. и сержант Фролкин Григорий Иванович, который был тяжело ранен в обе ноги. Василий действовал за весь расчёт: командира орудия, наводчика, замкового, подносчика снарядов. С первого выстрела он подбил тяжёлый танк. Вторым выстрелом был подбит танк, который обходил горящий. Узкая улица была перекрыта пылающими немецкими танками, а так как танки шли плотной колонной, то движение застопорилось. Один танк свернул на боковую улицу и, укрывшись за углом дома, выстрелил по орудию, но промахнулся. Василий выстрелил по углу дома. Танк засыпало кирпичами. Второй выстрел был по груде кирпичей, и третий танк запылал. Гитлеровские автоматчики стали перебегать от дома к дому, окружая сквер, где находились наши артиллеристы. Василий перенёс раненого товарища в рядом стоящий дом и уложил его в дальней комнаты квартиры на втором этаже. Затем, забаррикадировав входную дверь шкафом, сам, обложив себя периной и подушками, залёг в ванной комнате, находящейся напротив входной двери. Через какое то время заскрипели деревянные порожки лестницы. Это подкрадывался фриц. Дверь неплотно была припёрта шкафом и через неё с трудом, но можно было протиснуться. И вот дверь медленно приоткрывается и в щель медленно просовывается голова фашиста. Василий выстрелил в это белое пятно. Прошло ещё несколько минут и вновь скрип на лестнице. Всё повторилось: приоткрывающаяся дверь, белое пятно вместо лица в проёме, выстрел и второй фриц лежит у двери. Василий Александрович часто вспоминал этот бой и не мог понять — почему фашисты не избрали другой путь захватить или уничтожить советских бойцов, как только этот: проникнуть в квартиру через входную дверь, видя, что на пороге уже лежат убитые солдаты. А ведь был и третий. И тоже был убит. Наступило затишье. Василий осторожно вышел из квартиры. Через окно на лестничной площадке он увидел во внутреннем дворике группу немецких солдат, стоящих у штабной машины, два-три офицера им что то говорили. Василий бросил в них гранату и скрылся в квартире. Через некоторое время фашисты подкатили несколько бочек с горючим к стенам дома и, расстреляв их, подожгли дом. Стало невыносимо жарко, всё заволокло дымом. Горела лестница, загорелась входная дверь. И тогда Хайло В. А., положив в портсигар партийный билет коммуниста Фролкина Г. И. и свой комсомольский, нацарапал на внутренней крышке:
„В этом доме заживо сгорели коммунист Фролкин Г. И. и комсомолец Хайло В. А.. Мы предпочли мучительную смерть в огне, чем позорную сдачу в плен. Отомстите за нас, дорогие товарищи. 20 октября 1943 года. Г. Фролкин, В. Хайло.“.
Жар был такой сильный, что немцы отошли от дома на значительное расстояние. Увидев это, Василий привязал простынями к своей спине Фролкина и выпрыгнул в окно со второго этажа. Он ударился о что то головой и потерял сознание. Когда Василий пришёл в себя было ещё светло. Рядом в полубреду стонал Фролкин. Дом горел. Не выдержав сильного огня, рухнули стены, накрыв бойцов. Василий снова потерял сознание. В себя его привёл Фролкин, освободив обоих от завала, рухнувшей стены. Была ночь. Григорий Фролкин сообщил, что немцы их искали до темноты, но разгребать груду горящих обломков не стали. Кругом слышалась немецкая речь. Они были во вражеском окружении. Василий потащил Фролкина на звуки выстрелов. Рано утром штурмовая группа лейтенанта Браткеева недалеко от своих позиций обнаружила раненых…».
23 октября 1943 года город Мелитополь был освобождён.
Указом Президиума Верховного Совета СССР от 1 ноября 1943 года за освобождение Мелитополя 79 человек были удостоены высокого звания Герой Советского Союза. Среди них был и Василий Александрович Хайло. Было ему в ту пору 19 лет.
Из наградного листа на В. А. Хайло:

"В упорных уличных боях за г. Мелитополь красноармеец Хайло проявил в боях мужество и геройство.
15 октября при контратаке танков противника тов. Хайло за выбытием из строя орудийного расчета сам лично из пушки подбил три тяжелых танка. Оставшись отрезанным от наших частей, тов. Хайло продолжал сражаться с противником до тех пор, пока его пушка была уничтожена. Затем, пробравшись в здание, продолжал вести бой с автоматчиками.
Группа немцев — 15 человек пыталась взять его живым, но тов. Хайло уничтожил их ручными гранатами. Тогда немцы подожгли здание. Не выходя из горящего дома, тов. Хайло продолжал вести бой и уничтожил из винтовки 4 солдата и 1 офицера. В этом доме под развалинами тов. Хайло находился 4 дня до подхода наших подразделений.
За проявление геройства, граничащего с самопожертвованием и высшей степенью отваги тов. Хайло достоин присвоения звания «Герой Советского Союза».
Командир 321 артполка
подполковник Песковский

24 октября 1943 г— 

Указом Президиума Верховного Совета СССР от 1 ноября 1943 года за образцовое выполнение боевых заданий Командования по прорыву сильно укреплённой полосы немцев и освобождению города Мелитополь и проявленные при этом отвагу и геройство красноармейцу Хайло Василию Александровичу присвоено звание Героя Советского Союза с вручением ордена Ленина и медали «Золотая Звезда».

Сержанта Фролкина Григория Ивановича наградили орденом Ленина.
18 частям и соединениям присвоено почётное имя Мелитопольских.
После возвращения в часть Хайло В. А. был отправлен в госпиталь. Лечение было долгим и трудным и только к середине января 1944 года красноармеец Хайло был снова в строю и направлен на учёбу в 8-й учебный стрелковый полк. 26 января 1944 года зачислен курсантом во 2-ю батарею.
Приказом 49-УСД № 226 от 09.08.1944 года ему присвоено звание «сержант».
Приказом № 47 от 15.02.1945 года выбыл в Астраханское артиллерийское училище.
В марте-октябре 1945 года курсант Сталинградского артиллерийского училища (город Ростов-на-Дону).
В дальнейшем — служба офицером в 345-м артиллерийском Новогеоргиевском ордена Кутузова полку (город Урюпинск Волгоградской области). Офицер Хайло В. А. изо дня в день совершенствует свои знания, передаёт их и свой боевой опыт подчинённым.
В 1947 году — учёба в городе Новочеркасск (КУОС).
В 1952 году — учёба в городе Дзауджикау (ККСОУ). Его повышают в звании и назначают заместителем командира дивизиона.
Армейские комсомольцы оказали большое доверие, избрав Василия Александровича делегатом XI съезда ВЛКСМ.
На съезде Василий Александрович подружился с героями подпольной организации «Молодая гвардия» Георгием Арутюнянцем, Радиком Юркиным, Валентиной Борц, Ольгой Иванцовой.
Но всё чаще стали напоминать о себе ранения, контузии, невзгоды минувшей войны. Всё чаще приходится обращаться к врачам. Даже делая предложение любимой девушке Василий сказал: «Верочка, выходи за меня замуж. Но только знай, что надолго меня не хватит». Когда в 1950 году у них родился сын, счастливый отец сказал: «Вот теперь я могу и умереть…». Есть фотография В. А. Хайло, на которой рукой Веры Семёновны Хайло написано: «7 января — Рождество Христово. В этот день Вася начал умирать».
Василий Александрович Хайло умер в ночь на 18 января 17 января 1953 года в военном госпитале города Сталинград, не дожив до своего 29-летнего дня рождения всего несколько часов.

## Награды
- Медаль «Золотая Звезда»(1.11.1943)[7].
- Орден Ленина (1.11.1943).[7]
- медали, в том числе:
  - медаль «За победу над Германией в Великой Отечественной войне 1941—1945 гг.»(9 мая 1945[8]);
  - юбилейная медаль «30 лет Советской Армии и Флота»[9].

## Память
- Похоронен в родном селе Большая Кирсановка Ростовской области.
- В селе Большая Кирсановка названа одна из улиц, в доме на которой родился герой.
- Имя Героя носит школа, в которой он учился[10]. Мемориальная доска в память о Хайло установлена Российским военно-историческим обществом на здании этой школы.
- В память о Василии Александровиче Хайло на его родине в селе Большая Кирсановка ежегодно проводятся футбольные турниры среди команд второй группы[11].